# Gaffelantilopen
Gaffelantilopen (Antilocapridae) zijn een familie van de evenhoevigen  waarvan sinds de laatste ijstijd slechts één soort over is: de gaffelbok (Antilocapra americana). Ze zijn waarschijnlijk het nauwste verwant aan ofwel de hertachtigen (Cervidae), ofwel de girafachtigen (Giraffidae).
Van de orde zijn de volgende fossiele vormen bekend (deze lijst is mogelijk niet helemaal correct of compleet):
- Onderfamilie Merycodontinae
  - Geslacht Cosoryx
    - Cosoryx agilis
    - Cosoryx cerroensis
    - Cosoryx furcatus
    - Cosoryx ilfonensis
    - Cosoryx trilateralis

  - Geslacht Meryceros
    - Meryceros crucensis
    - Merycerus crucianus
    - Meryceros hookwayi
    - Meryceros joraki
    - Meryceros major
    - Meryceros nenzelensis
    - Meryceros warreni

  - Geslacht Merycodus
    - Merycodus furcatus
    - Merycodus grandis
    - Merycodus necatus
    - Merycodus prodromus
    - Merycodus sabulonis

  - Geslacht Paracosoryx
    - Paracosoryx alticornis
    - Paracosoryx burgensis
    - Paracosoryx dawesensis
    - Paracosoryx furlongi
    - Paracosoryx loxoceros
    - Paracosoryx nevadensis
    - Paracosoryx wilsoni

  - Geslacht Ramoceros
    - Ramoceros brevicornis
    - Ramoceros coronatus
    - Ramoceros marthae
    - Ramoceros merriami
    - Ramoceros osborni
    - Ramoceros palmatus
    - Ramoceros ramosus

  - Geslacht Submeryceros
    - Submeryceros crucianus
    - Submeryceros minimus
    - Submeryceros minor
- Onderfamilie Antilocaprinae
  - Tribus Proantilocaprini
    - Geslacht Proantilocapra
      - Proantilocapra platycornea

    - Geslacht Osbornoceros
      - Osbornoceros osborni

  - Tribus Ilingoceratini
    - Geslacht Ilingoceros
      - Ilingoceros alexandrae
      - Ilingoceros schizoceras

    - Geslacht Ottoceros
      - Ottoceros peacevalleyensis

    - Plioceros
      - Plioceros blicki
      - Plioceros dehlini
      - Plioceros floblairi

    - Sphenophalos
      - Sphenophalos garciae
      - Sphenophalos middleswarti
      - Sphenophalos nevadanus

  - Tribus Stockoceratini
    - Geslacht Capromeryx
      - Capromeryx arizonensis
      - Capromeryx furcifer
      - Capromeryx gidleyi
      - Capromeryx mexicanus
      - Capromeryx minor
      - Capromeryx tauntonensis

    - Geslacht Ceratomeryx
      - Ceratomeryx prenticei

    - Geslacht Hayoceros
      - Hayoceros falkenbachi

    - Geslacht Hexameryx
      - Hexameryx simpsoni

    - Geslacht Hexobelomeryx
      - Hexobelomeryx fricki
      - Hexobelomeryx simpsoni

    - Geslacht Stockoceros
      - Stockoceros conklingi
      - Stockoceros onusrosagris

    - Tetrameryx
      - Tetrameryx irvingtonensis
      - Tetrameryx knoxensis
      - Tetrameryx mooseri
      - Tetrameryx shuleri
      - Tetrameryx tacubayensis

  - Tribus Antilocaprini
    - Geslacht Antilocapra
      - Gaffelbok (Antilocapra americana)
        - Gewone gaffelbok (Antilocapra americana americana)
        - Antilocapra americana anteflexa
        - Mexicaanse gaffelbok (Antilocapra americana mexicana)
        - Oregongaffelbok (Antilocapra americana oregona)
        - Californisch gaffelbok (Antilocapra americana peninsularis)
        - Sonoragaffelbok (Antilocapra americana sonoriensis)

      - Antilocapra maquinensis
      - Antilocapra pacifica

    - Geslacht Texoceros
      - Texoceros altidens
      - Texoceros edensis
      - Texoceros guymonensis
      - Texoceros minorei
      - Texoceros texanus
      - Texoceros vaughani